# Trendi dorama
Japánban a televíziózás fontos része az úgynevezett dorama (ドラマ), vagyis a sorozatok, melyeket napi szinten sugároznak. Minden nagy japán csatornának vannak saját sorozatai több műfajban, lehet ez romantikus, vígjáték, krimi, vagy akár horror. Különleges alkalmakkor előfordul, hogy készülnek egy-két epizódos sorozatok is, ilyen volt például 2007-ben a második világháború 60. évfordulójára készült dorama.
Japánban három televíziós szezon van: Téli (január-március), tavaszi (április-június) és őszi (október-december). A sorozatok legnagyobb része hétköznap este 9-től este 10-ig, néha 11-ig tart. Vannak doramák, melyeket több hónapon át, minden reggel adnak, ezeket hívjuk aszadorának (朝ドラ asadora), azaz reggeli sorozatnak. Az esti sorozatokat hetente egyszer adják, ezek általában kilenc- tizenkét részesek, de ha egy dorama nagyon népszerű, előfordul, hogy az utolsó rész után egy ráadás epizódot is készítenek.
A japán sorozatok egyik jellegzetessége, hogy az epizódokat csak néhány héttel az adás előtt forgatják. Ilyenkor sok rajongó látogat ki a forgatás helyszínére.

## "Trendi" dorama
A japán doramak sokban hasonlítanak az amerikai szappanoperákhoz, mégis van különbség: a japán sorozatok általában tizenkét hét után befejeződnek, még akkor is, ha nagyon magas a nézettség. Az ismétlések ritkák, viszont a sorozatok szinte minden esetben megjelennek DVD-n.
Annak ellenére, hogy a sorozatok ilyen rövidek, mégis képesek tovább élni, hiszen az írók és producerek gyakran készítenek olyan doramakat, melyekben egy korábbi, sikeres történet köszön vissza. A rövid sorozatok előnye, hogy a producerek könnyen alkalmazkodhatnak a nézők igényeihez, ahelyett, hogy mindig ugyanazt a hosszú sémát alkalmaznák.
1980-as években változás következett be a televíziózásban: felosztották a közönséget. Addig egy lakásban csak egy TV volt, ami előtt a család összegyűlt, de a 80-as évekre a háztartásonként két-három készülék lett a normális. Ahogy a közönség megoszlott, az igények is változatosabbak lettek.
Ekkoriban, a buborék-gazdaság idején egyre több nő talált magának jól fizető, úgynevezett "katakana munkát". Ezen állások többnyire külföldi cégeknél voltak elérhetőek, ezért ezek megnevezéseit katakanával írták (designer – デザイナ－、journalist -ジャーナリスト). A fiatal dolgozó nők életszínvonala megemelkedett, drága ruhákat vettek, többet jártak el otthonról. Ehhez igazodva a producerek olyan sorozatokat kezdtek készíteni, melyek visszatükrözik ezt az életstílust.
1988-ban, a buborék-gazdaság csúcsán kezdte el vetíteni a Fudzsi TV (フジテレビ Fuji TV) a Dakisimetai! (抱きしめたい！ Dakishimetai!) című sorozatot. A dorama a 19 éves stylist Aszako (麻子 Asako), és legjobb barátnője, Nacuko (夏子 Natsuko) történetét mutatta be. Ahelyett, hogy a dorama a klasszikus családi vonalat követte volna, és komoly társadalmi problémákat vetett volna fel, inkább a két lány barátságára és mindennapi életére fókuszált. Ennek köszönhetően sok fiatal lány át tudta érezni a két főhős helyzetét, és beleképzelhették magukat a főszereplők világába. A sorozat sok mindenben eltért a megszokottól, a főszereplők lakása modern volt, divatos ruhákban jártak, Aszakonak katakana munkája volt. Annak ellenére, hogy a szerelmi-vígjáték már akkor sem volt új műfaj, a más szempontból való megközelítés mégis tudott újat mutatni, ez pedig vonzotta a nézőket. Így a Dakisimetai! nagyon magas nézettséget tudott elérni, és ezzel megszületett a "trendi dorama" (トレンディドラマ　torendi dorama) kifejezés.
De az új műfaj nem mindenkit nyűgözött le. A kritikusok komolytalannak vélték mivel a trendi sorozatoknak csak halvány közük van a valósághoz.
Egy ideig úgy tűnt a közönség majdnem mindent megnéz, ám a gazdasági hanyatlás kezdetével az embereket már nem érdekelték a romantikus vígjátékok, inkább a fájdalmasan őszinte romantikus sorozatokat nézték szívesen. A Koi no Paradise (恋のパラダイス Koi no paradaisu) bukását követően, az újabb sikert 1990-ben Szuzuki Honami (鈴木保奈美 Suzuki Honami) főszereplésével, a Tokyo Love Story (東京ラブストーリー Tokyo rabu sutori) című szerelmes történet hozta meg, mely felhasználta a hagyományos trendi sorozatok elemeit. A dorama 1991-ben levetített az utolsó epizódja 37,4%-os nézettséggel rekordot döntött. A sorozat főcímdala, a Love Story va tocuzen (ラブ・ストーリーは突然 Love Story wa totsuzen) 2,8 millió példányban kelt el. A dorama sikereit látva, a producerek hasonló sorozatok forgatásába kezdtek, de többen gondolták, hogy a Tokyo Love Story példáját követve, hasonlóan népszerű mangákból készítenek filmet. A 90-es években több alműfaj is megjelent, ilyenek például a detektívekkel, gengszterekkel, szellemekkel foglalkozó sorozatok, vagy azok a doramak, melyek főhőse valamilyen fogyatékkal él (mozgáskorlátozott, hallás vagy látássérült).
Míg a 80-as években a mozi egyértelmű fölényben volt a TV-vel szemben, a 90-es évekre ez is megváltozott. A TV és a mozi képesek lettek egymás mellett működni, olyannyira, hogy a legnépszerűbb sorozatokból mozifilmeket kezdtek készítettek. Így a sorozatok a záróepizód után is tovább élhetnek.
1995-ben megszületett a "gecuku" (getsuku 月9) kifejezés, melynek jelentése "hétfőn este 9 óra", ami a sorozatok főműsoridejét jelzi. Mivel a hét többi napján baseball meccseket sugároznak a TV-ben, a hétfő az egyetlen nap, amikor ebben az időpontban adnak sorozatot. A "gecuku" szó használata szinte mindennapossá vált a fiatalok körében, így a szót "gekku" (ゲック)-ra rövidítették, és fokozatosan összeforrt a trendi dorama kifejezéssel, szinonimájává vált. Nem sokkal később a televíziós társaságok is használni kezdték a gekku elnevezést, és igyekeznek a várhatóan a legnagyobb sikert hozó sorozatokat ebben az időpontban adni, ennek következtében általában ezeknek a sorozatoknak van a legnagyobb nézettségük. Legtöbbször ezeket a doramákat nagy cégek támogatják, úgy mint a Toyota, Suntory vagy a P&G.
Ugyan a gekku kifejezés csak a hétfő esti sorozatokat foglalja magába, a más időpontban sugározott doramák is ugyanúgy trendi sorozatnak számítanak.

## Egyéb dorama műfajok

### Aszadora
Az aszadora (朝ドラ asadora) sorozat minden nap reggel nyolc órakor kezdődik és általában hat hónapig adják. Az első ilyen sorozat 1961-ben került adásba, a téma általában egy keményen dolgozó háziasszony. A legjobb példa erre az Osin (おしん Oshin, 1983) című sorozat, mely rekordot döntött 52,6 százalékos általános nézettségével, a legmagasabb nézettsége pedig 62,9% volt.

### Taiga
A taiga (大河 "nagy folyó") dorama az NHK csatorna éves, egy év hosszú történelmi sorozatának elnevezése. Az első taiga sorozatot 1963-ban adták le a szombati főműsoridőben (45perc). Témája valamilyen történelmi esemény vagy egy bizonyos korszak. Az utóbbi években a taiga sorozatok nézettsége visszaesett, ezért megpróbálnak minél változatosabb témákat filmre vinni, fiatal sztárok főszereplésével.
A taiga és az aszadora sorozatokat is az NHK kezdte sugározni.

### Tokuszacu
A tokuszacu (特撮 tokusatsu "speciális effekt") kifejezés olyan japán sorozatokra, vagy filmekre vonatkozik, melyek nagy mennyiségű speciális effektet tartalmaznak. A legtöbb tokuszacu sci-fi, fantasy vagy horror, de előfordulnak más műfajok is. A tokusacu legnépszerűbb fajtájában úgynevezett kaidzsuk (怪獣 kaijuu "szörny") szerepelnek, ilyen például a Godzilla és a Gamera. Ezen kívül népszerűek még a szuperhősös sorozatok, mint a Kamen Rider vagy a Metal Hero, és a mecsa (めっちゃ meccha "robot") sorozatok, mint a Giant Hero. Néhány tokuszecu dorama kombinálja ezeket az alműfajokat , ilyen például az Ultraman és a Super Szentai. Japánban a tokuszecu az egyik legnépszerűbb dorama műfaj, de ezek a sorozatok Ázsián kívül nem olyan népszerűek.

### Dzsidaigeki
A dzsidaigeki (時代劇 jidaigeki történelmi) sorozatok általában az Edo korszakban játszódnak, de előfordul hogy egy-egy dzsidaigeki témája a Heian, vagy a Meidzsi-kor. Ezek a sorozatok bemutatják a szamurájok, földművesek, kézművesek, kereskedők életét. Sok esetben a karakterek jellemzése részletes és pontos, ellentétben a csanbara (チャンバラ chanbara kardforgatás) sorozatokkal, ami veszített történelmi hitelességéből és inkább a közönség szórakoztatására koncentrál.
Általában a dzsidaigeki sorozatokban a színészek régi dialektusokat használnak, ezzel is jelezve, hogy az események a múltban történnek. A színészi játék legtöbbször közhelyes, a karakterre nagyon jellemzően viselkedik, így a szereplők ismerősek lehetnek a japán nézőknek.
A főszereplőnek általában van egy jelmondata, szólása, mely a történet több pontján is megismétlődik. A főhős mindig győzedelmeskedik.

## Különkiadások
A különkiadások (angolul specials vagy SP) is a japán sorozatok közé tartoznak, de általában csak egy, maximum három epizódosak, és csak egyszer adják le egy szezonban. A különkiadásoknak több fajtája is van. Lehet az különálló epizód, egy sorozat folytatása további egy-két részben, vagy egy film. A különálló epizódok olyanok, mint a filmek. Egy sorozat folytatása általában egy, vagy maximum három epizódból áll, ezt valamivel a sorozat befejező része után adják. Általában azok a sorozatok kapnak valamilyen folytatást, melyeknek nagy volt a nézettsége.

## Zene
A zene nagyban meghatározza egy sorozat hangulatát. A legtöbb sorozat egy egy-két perces főcímdallal (OP, az angol "opening" szó) kezdődik, mely alatt bemutatják a szereplő színészeket, a támogatókat és megjelenik a sorozat címe. Más sorozatok elején csak egy rövid részletet hallhatunk egy fülbemászó dalból, ezeknél általában a ending (ED, a sorozat végén lejátszott záródal) a hosszabb. A háttérzenéket mindig az epizódok kulcsjeleneteinél hallhatjuk, ez határozza meg a hangulatot.
A sorozatok betétdalának megírására a TV társaságok zenei cégeket bíznak meg. A dalok általában kifejezetten a sorozat számára készülnek, csak néhány esetben használnak fel már létező zeneszámokat. A sorozat megkezdése után néhány héttel a TV társaságok CD-n megjelentetik a sorozatban szereplő összes dalt. A dorama záró dalát általában egy híres J-pop énekes vagy együttes énekli.
Az NHK az egyetlen tv-csatorna, mely saját zenekarral dolgozik, az ő zenéjüket általában a taiga vagy a reggeli sorozatokban hallhatjuk.
A zenék, melyeket filmek, animék, sorozatok számára szereznek, mára külön műfajnak számítanak. Sok zenész karrierje nagy részében betétdalok vagy főcímdalok szerzésével foglalkozik, mint például Simon Maszato (子門 真人 Shimon Masato), aki a legsikeresebb japán kislemez rekordját tartja, Ojoge! Taijaki-kun (Oyoge! Taiyaki-kun! およげ!たいやきくん) című lemezével.

## A nézettség fontossága
Az NHK egy 2000-ben végzett felmérése alapján a japánok 95%-a néz televíziót minden nap. Az emberek 86%-a szerint a TV egy nélkülözhetetlen médium, ezzel szemben az újságot csak 68% tartja annak. Annak ellenére, hogy napjainkban az internet használata is egyre elterjedtebb a dorama rajongók körében, nem várható hogy felváltja a televíziót.
A nézettségi arányokat több kutató vállalat állapítja meg, melyek közül az egyik legmegbízhatóbb a Video Research Ltd. A mérések központjai Kantó (Tokió) és Kanszai (Oszaka) régiók. A felmérések eredményét minden szerdán közzéteszik.

### Nézettségmérés
Japánban az összes nagy tv-csatorna számára fontos a nézettség mérése. A nézők számának meghatározásához két adatra van szükség: az elküldött és a fogadott jel mennyiségére. A japán rendszer nem azt figyeli, hogy ki nézi az adott csatornát, ahogy az amerikai, hanem azt számolja, hány háztartásban van az adott csatornára kapcsolva a TV. Például a GTO utolsó epizódjának nézettsége 35,7% volt, ami azt jelenti, hogy Japán összes háztartásának 35,7 százalékában volt a Fudzsi TV-re kapcsolva a televízió.
Általában az esti sorozatok nézettsége a legnagyobb, mivel az emberek többsége csak ilyenkor van otthon. Vannak azonban kivételek, ilyen például az Osin című reggeli sorozat, melynek általános nézettsége 52,6%, legmagasabb nézettsége pedig 62,9%, ezzel döntve rekordot.

### A magas nézettség titka
Az esti sorozatokhoz nagy figyelemmel választják ki a színészeket, mivel ez nagy befolyással van a nézettségre. A megfelelő férfi-nő párosítás különösen fontos a romantikus sorozatokban, míg az aszadorákban nem választanak olyan híres színészeket. Növeli a nézettséget az is, ha a sorozatot a téli szezonba adják, hiszen ekkor az emberek többet vannak otthon.

## Sorozatok kezdési időpontja
A legtöbb japán műsor soha nem egész órakor, vagy félkor kezdődik. A kezdési időpont általában például 8:58 vagy 9:05. Mielőtt a nézettség fontossága megnőtt, Japánban is pontosan egész órakor kezdődtek a műsorok. Később azonban a csatornák háborúzni kezdtek a nézőkért, így néhányan úgy döntöttek, pár perccel korábban kezdik műsoraikat, mint mások. Az elgondolás ezen lépés mögött az, hogy ha egy másik műsor néhány perccel az egész óra előtt ér véget, a néző addig váltogatja a csatornákat, ameddig nem talál egy olyat, ahol épp nincs reklám. Ehhez hasonlóan, ha egy műsor néhány perccel egész óra után kezdődik, a nézők inkább nézik azt, mivel a más csatornán kezdődő műsorok elejéről már lemaradtak.
Az egyetlen csatorna, mely nem követi ezt a szokást, az NHK, itt továbbra is egész órakor kezdődnek a műsorok. Ennek oka valószínűleg az, hogy mivel a csatornák folyamatosan módosítják a kezdési időpontokat, ez a stratégia már elveszítette az értelmét.

## Külső hivatkozások
- Japán TV dorama (angol)[halott link]
- Mi a gecuku? (angol)
- Kezdők kézikönyve a japán doramákhoz (angol) Archiválva 2013. december 29-i dátummal a Wayback Machine-ben

## Fordítás
- Ez a szócikk részben vagy egészben a Japanese television drama című angol Wikipédia-szócikk ezen változatának fordításán alapul.  Az eredeti cikk szerkesztőit annak laptörténete sorolja fel. Ez a jelzés csupán a megfogalmazás eredetét és a szerzői jogokat jelzi, nem szolgál a cikkben szereplő információk forrásmegjelöléseként.